# Peter Herda
Peter Herda (né le 25 novembre 1956 à Jacovce en Tchécoslovaquie) est un joueur de football international tchécoslovaque (slovaque).
Il est le frère de Dušan Herda et le père de Philip Herda, tous deux également footballeurs.
Il est également connu pour avoir fini au rang de meilleur buteur du championnat de Tchécoslovaquie lors de la saison 1981-1982 avec quinze buts (à égalité avec le joueur Ladislav Vízek).

## Palmarès
- Meilleur buteur du championnat de Tchécoslovaquie (1) :

1982 (15 buts)